# Kolar, Madhya Pradesh
Kolar är en stad i den indiska delstaten Madhya Pradesh, och tillhör distriktet Bhopal. Den är en förort till Bhopal, och folkmängden uppgick till 87 882 invånare vid folkräkningen 2011. Ytan uppgår till 50,18 km². Kolar fick status som stad 2006, och är indelad i 21 wards.